# Кошаркашка репрезентација Португалије
Кошаркашка репрезентација Португалије представља Португал на међународним кошаркашким такмичењима.
Репрезентација је забележила 2 наступа на Европским првенствима 1951. и 2007, а квалификовала се за Европско првенство 2011.

## Учешће на међународним такмичењима

### Олимпијске игре
Није учествовала

### Светска првенства
Није учествовала

### Европска првенства
| Година        | Турнир                | Позиција |
| ------------- | --------------------- | -------- |
| 1935 - 1949.  | Није се квалификовала | -        |
| 1951.         | Први круг             | 15.      |
| 1953. - 2005. | Није се квалификовала | -        |
| 2007.         | Други круг            | 9.       |
| 2009.         | Није се квалификовала | -        |
| 2011.         | Први круг             | 21.      |
| 2013. - 2015. | Није се квалификовала | -        |